# Протока Крузенштерна
48°23′37″ пн. ш. 153°33′41″ сх. д. / 48.393611111111° пн. ш. 153.56138888889° сх. д.
Прото́ка Крузенште́рна (рос. Пролив Крузенштерна) — протока Курильських островів між скелями Ловушками і островом Райкоке. Знаходиться в акваторії Сєверо-Курильського міського округу Сахалінської області Російської Федерації. Ширина — близько 55 км, середня глибина — 700 м, найбільша — 1920 м. Названа на честь її першовідкривача, начальника першої російської навколосвітньої експедиції капітан-лейтенанта російського флоту Івана Крузенштерна.